# Dragoman (Bulgarije)
Dragoman (Bulgaars: Драгоман) is een klein stadje gelegen in het westen van Bulgarije in de  oblast Sofia. De stad Dragoman is het administratieve centrum van de gelijknamige Dragoman (bestaande uit de stad Dragoman en 33 nabijgelegen dorpen). Op 31 december 2018 heeft de stad een inwonersaantal van 3.075, terwijl de gemeente zo'n 4.740 inwoners telt. De stad ligt niet ver van de Servische grens (de grensovergang  Gradinje-Kalotina bevindt zich in deze gemeente). De internationale weg  E80 loopt bovendien ook langs Dragoman.

## Geografie
Dragoman ligt in het westen van oblast  Sofia en heeft een totale oppervlakte van 324 km². De grenzen van de gemeente Dragoman zijn als volgt: gemeente Godetsj in het noordoosten; gemeente Kostinbrod in het oosten; gemeente Slivnitsa in het zuiden; de gemeenten Breznik en  Tran in het zuidwesten en in het noordwesten grenst Dragoman aan de Servische Republiek.
In deze gemeente ligt ook het grootste natuurlijke karstmoeras in Bulgarije, de zogenaamde Dragomanmoeras.

#### Reliëf
Het reliëf van de gemeente is vlak, heuvelachtig en laag bergachtig. Het hoogste punt van de gemeente is de Petrovski-kruispiek op 1206 meter hoogte en ligt 3 km ten noordoosten van de stad Dragoman. Het laagste punt van de gemeente Dragoman ligt op 478 meter hoogte boven de zeespiegel en bevindt zich aan de bedding van de rivier Nišava, op de grens met Servië.

## Bevolking
Dragoman en omgeving heeft te kampen met een dramatische bevolkingskrimp. In 1934 woonden er nog 17.187 mensen in de gemeente Dragoman, terwijl er anno 31 december 2018 slechts 4.740 mensen zijn overgebleven. In 84 jaar is de bevolking dus met bijna driekwart afgenomen. De bevolkingsafname gaat er vooral hard aan toe op het dunbevolkte en sterk vergrijsde platteland. Zo telden de dorpen Vladislavtsi en Lipintsi bijvoorbeeld 841 en 379 inwoners respectievelijk in 1934, terwijl deze twee dorpen anno 2018 slechts 56 respectievelijk 3 inwoners tellen. 
| Jaar              | 1934   | 1946   | 1956   | 1965   | 1975   | 1985  | 1992  | 2001  | 2011  | 2018  |
| stad Dragoman     | 2.383  | 2.613  | 2.747  | 2.978  | 3.600  | 4.082 | 3.884 | 3.755 | 3.368 | 3.075 |
| gemeente Dragoman | 17.187 | 16.830 | 15.600 | 12.834 | 10.058 | 8.661 | 7.504 | 6.632 | 5.362 | 4.740 |